# Capricola fuscidula
Capricola fuscidula är en svampart som beskrevs av Josef Velenovský 1947. Capricola fuscidula ingår i släktet Capricola, ordningen disksvampar, klassen Leotiomycetes, divisionen sporsäcksvampar och riket svampar.   Inga underarter finns listade i Catalogue of Life.